# Gran Premi d'Itàlia de Motocròs 500cc
El Gran Premi d'Itàlia de Motocròs en la cilindrada de 500cc (en italià, Gran Premio d'Italia di Motocross 500cc), abreujat GP d'Itàlia de 500cc, fou una prova internacional de motocròs que es va celebrar anualment a Itàlia entre el 1949 i el 2003, és a dir, des d'abans de la instauració del primer Campionat d'Europa (1952) fins al final del Campionat del Món d'aquesta cilindrada (el 2004, la històrica categoria de 500cc fou reconvertida a la ja desapareguda MX3). Anomenat inicialment només "Gran Premi d'Itàlia de Motocròs", no fou fins a la creació de la Copa d'Europa de 250cc, el 1957, quan se'l va començar a conèixer amb l'afegitó de la cilindrada ("Gran Premi d'Itàlia de Motocròs de 500cc") per tal de diferenciar-lo del Gran Premi d'Itàlia de Motocròs de 250cc, amb el qual convisqué des d'aleshores en circuits i dates separats.
Sorgit com a continuació del Motocross Internazionale di Imola, que el 1948 es disputà dues vegades en aquella població de la ciutat metropolitana de Bolonya, el GP d'Itàlia de 500cc se celebrà ininterrompudament a Imola fins al 1965, amb la sola excepció de l'edició de 1964. A partir de 1966, la prova inicià una etapa de rotació geogràfica per tot Itàlia i, al llarg dels anys, s'arribà a disputar en un total de 18 nous escenaris diferents, dels quals els que més es varen repetir varen ser Cingoli i Esanatoglia, amb 4 edicions cadascun, i Castiglione del Lago, amb un total de 5 edicions.

## Història

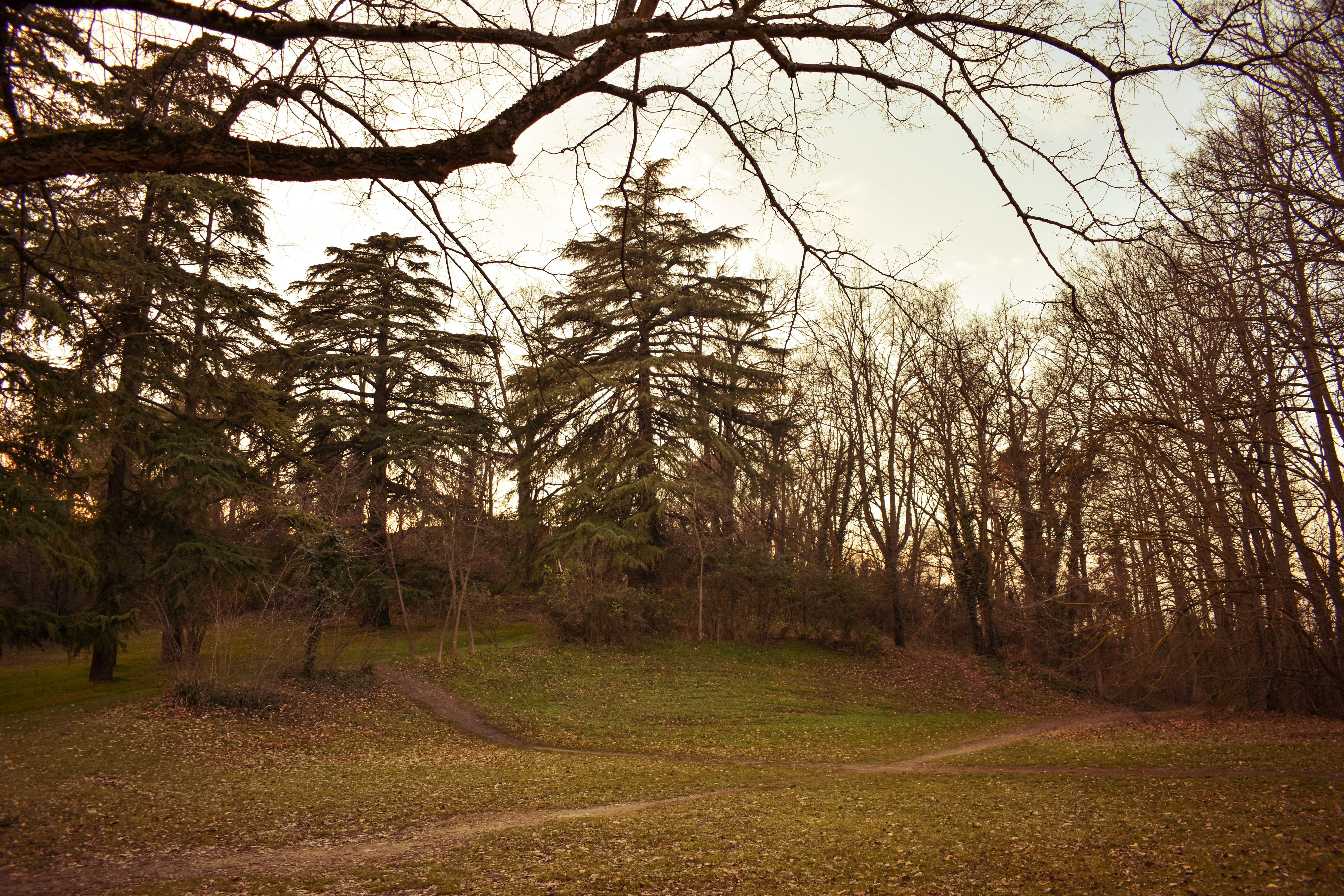
Vistes del Parco delle Acque Minerali d'Imola

El 23 de maig de 1948, el neerlandès Hennie Rietman guanyà el primer Motocross Internazionale di Imola, la primera cursa internacional d'aquest esport mai organitzada a Itàlia. El 3 d'octubre del mateix any, la prova es va tornar a celebrar al mateix indret, un circuit muntat per a l'ocasió al Parco delle Acque Minerali, dalt del turó anomenat Monte Castellaccio. Feia poc més d'un any de la celebració del primer Motocross de Namur a La Citadelle (11 d'abril de 1947), l'antecedent immediat del GP de Bèlgica, i del primer Motocross des Nations (26 de juliol de 1947), la primera i més emblemàtica competició internacional de motocròs. La d'Imola fou, per tant, una de les curses més antigues del calendari internacional d'aquest esport.
El 1949, l'any de la inauguració del mundial de velocitat, l'esdeveniment passà a anomenar-se Gran Premi d'Itàlia (Gran Premio d'Italia Internazionale), tot i no puntuar encara per a cap campionat internacional. Fou a partir de 1952, amb la instauració del Campionat d'Europa, quan el Gran Premi començà a puntuar per a aquest campionat (aquella edició la va guanyar el belga Auguste Mingels). El 1957, el Campionat d'Europa esdevingué mundial i el Gran Premi començà a puntuar, doncs per a un Campionat del Món (el guanyador en aquella ocasió fou el suec Bill Nilsson).
Imola va acollir el Gran Premi d'Itàlia de forma ininterrompuda fins al 1965, habitualment al mes de juny i sempre al mateix circuit. El 1964, però, en comptes del de 500cc, la ciutat organitzà el seu únic GP d'Itàlia de 250cc: fou el 31 de maig i el guanyador en va resultar el suec Torsten Hallman. Exceptuant, doncs, l'edició de 1964 (en què el Gran Premi de 500cc es va córrer a Avigliana), a Imola s'hi disputaren un total de 16 edicions de l'esdeveniment (18 si es compten les dues inicials del Motocròs Internacional), totes elles al cèlebre circuit del Parc de les Aigües Minerals. La prova és recordada actualment dins el món del motocròs com una de les més prestigioses d'aquest esport, i anualment es commemora a la ciutat bolonyesa amb tota mena d'actes oficials, els quals compten sovint amb l'assistència de nombrosos pilots històrics vinguts d'arreu d'Europa.

## Edicions

### Esdeveniment precursor
| Esdeveniment                   | Circuit                    | Població                   | Data usual | De   | A    | Edicions |
| ------------------------------ | -------------------------- | -------------------------- | ---------- | ---- | ---- | -------- |
| Motocròs Internacional d'Imola | Parco delle Acque Minerali | Imola (Monte Castellaccio) | Variable   | 1948 | 1948 | 2        |

### GP d'Itàlia de 500cc
| Població                   | Província   | Regió                    | Data usual     | De   | A    | Edicions |
| -------------------------- | ----------- | ------------------------ | -------------- | ---- | ---- | -------- |
| Imola (Monte Castellaccio) | Bolonya     | Emília-Romanya           | Al juny        | 1949 | 1965 | 16       |
| Avigliana                  | Torí        | Piemont                  | Al juny        | 1964 | 1964 | 1        |
| Maggiora                   | Novara      | Piemont                  | Al maig        | 1966 | 1966 | 1        |
| Esanatoglia                | Macerata    | Marques                  | Variable       | 1967 | 1991 | 4        |
| Gallarate                  | Varese      | Llombardia               | Al maig-juny   | 1968 | 1978 | 2        |
| Lombardore                 | Torí        | Piemont                  | Al juny        | 1969 | 1988 | 3        |
| Cingoli                    | Macerata    | Marques                  | Variable       | 1971 | 1995 | 4        |
| Pineròl                    | Torí        | Piemont                  | Al maig        | 1973 | 1973 | 1        |
| Casale Monferrato          | Alessandria | Piemont                  | Al maig        | 1975 | 1975 | 1        |
| Fermo                      | Fermo       | Marques                  | Al maig        | 1976 | 1989 | 3        |
| Faenza                     | Ravenna     | Emília-Romanya           | Al maig-juny   | 1979 | 1993 | 2        |
| Apiro                      | Macerata    | Marques                  | Al juny        | 1982 | 1982 | 1        |
| Albettone (Lovolo)         | Vicenza     | Vèneto                   | Al juny        | 1983 | 1983 | 1        |
| Montevarchi                | Arezzo      | Toscana                  | Al juny        | 1985 | 2003 | 2        |
| Ponte a Egola              | Pisa        | Toscana                  | Al juny        | 1987 | 1987 | 1        |
| Arco di Trento             | Trento      | Trentino - Tirol del Sud | Al maig        | 1994 | 1994 | 1        |
| Asti                       | Asti        | Piemont                  | Al març        | 1996 | 1996 | 1        |
| Castiglione del Lago       | Perusa      | Úmbria                   | A l'abril-maig | 1997 | 2002 | 5        |
| Màntua                     | Màntua      | Llombardia               | A l'abril      | 1998 | 1998 | 1        |
| Total                      | 19          |                          |                |      |      | 51       |

Noms en italià
1. ↑  Pinerolo
2. ↑  Trentino - Alto Adige
3. ↑  Mantova

## Palmarès

### Motocròs Internacional d'Imola
Font:
| Edició | Any  | Lloc  | Data        | Guanyador      |
| ------ | ---- | ----- | ----------- | -------------- |
| 1      | 1948 | Imola | 23 de maig  | Hennie Rietman |
| 2      | 1948 | Imola | 3 d'octubre | ?              |

### GP d'Itàlia de 500cc
Font:
| Edició  | Any  | Lloc                 | Data              | Guanyador        | Guanyador     |
| ------- | ---- | -------------------- | ----------------- | ---------------- | ------------- |
| I       | 1949 | Imola                | 12 de juny        | Harold Lines     | Ariel         |
| II      | 1950 | Imola                | 2 de juliol       | Bill Nicholson   | BSA           |
| III     | 1951 | Imola                | 3 de juny         | Marcel Meunier   | ?             |
| IV      | 1952 | Imola                | 31m-1 de juny     | Auguste Mingels  | Matchless     |
| V       | 1953 | Imola                | 13-14 de juny     | Auguste Mingels  | FN            |
| VI      | 1954 | Imola                | 5-6 de juny       | Auguste Mingels  | FN            |
| VII     | 1955 | Imola                | 4-5 de juny       | Sten Lundin      | BSA           |
| VIII    | 1956 | Imola                | 2-3 de juny       | Bill Nilsson     | BSA           |
| IX      | 1957 | Imola                | 8-9 de juny       | Bill Nilsson     | Crescent-AJS  |
| X       | 1958 | Imola                | 21-22 de juny     | Sten Lundin      | Monark        |
| XI      | 1959 | Imola                | 13-14 de juny     | Sten Lundin      | Monark        |
| XII     | 1960 | Imola                | 11-12 de juny     | Sten Lundin      | Monark        |
| XIII    | 1961 | Imola                | 10-11 de juny     | Bill Nilsson     | Husqvarna     |
| XIV     | 1962 | Imola                | 9-10 de juny      | Rolf Tibblin     | Husqvarna     |
| XV      | 1963 | Imola                | 8-9 de juny       | Rolf Tibblin     | Husqvarna     |
| XVI     | 1964 | Avigliana            | 6-7 de juny       | Jeff Smith       | BSA           |
| XVII    | 1965 | Imola                | 10-11 de juliol   | Rolf Tibblin     | ČZ            |
| XVIII   | 1966 | Maggiora             | 30a-1 de maig     | Paul Friedrichs  | ČZ            |
| XIX     | 1967 | Esanatoglia          | 6-7 de maig       | Paul Friedrichs  | ČZ            |
| XX      | 1968 | Gallarate            | 11-12 de maig     | Roger De Coster  | ČZ            |
| XXI     | 1969 | Lombardore           | 24-25 de maig     | Bengt Åberg      | Husqvarna     |
|         | 1970 | No es disputà        | No es disputà     | No es disputà    | No es disputà |
| XXII    | 1971 | Cingoli              | 17-18 d'abril     | Roger De Coster  | Suzuki        |
|         | 1972 | No es disputà        | No es disputà     | No es disputà    | No es disputà |
| XXIII   | 1973 | Pineròl              | 26-27 de maig     | Roger De Coster  | Suzuki        |
| XXIV    | 1974 | Esanatoglia          | 25-26 de maig     | Heikki Mikkola   | Husqvarna     |
| XXV     | 1975 | Casale Monferrato    | 10-11 de maig     | Heikki Mikkola   | Husqvarna     |
| XXVI    | 1976 | Fermo                | 1-2 de maig       | Roger De Coster  | Suzuki        |
| XXVII   | 1977 | Lombardore           | 11-12 de juny     | Heikki Mikkola   | Yamaha        |
| XXVIII  | 1978 | Gallarate            | 10-11 de juny     | Heikki Mikkola   | Yamaha        |
| XXIX    | 1979 | Faenza               | 26-27 de maig     | Heikki Mikkola   | Yamaha        |
| XXX     | 1980 | Fermo                | 5-6 de juny       | André Malherbe   | Honda         |
| XXXI    | 1981 | Cingoli              | 30-31 de maig     | André Malherbe   | Honda         |
| XXXII   | 1982 | Apiro                | 5-6 de juny       | André Malherbe   | Honda         |
| XXXIII  | 1983 | Albettone            | 18-19 de juny     | Håkan Carlqvist  | Yamaha        |
| XXXIV   | 1984 | Esanatoglia          | 25-26 d'agost     | Dave Thorpe      | Honda         |
| XXXV    | 1985 | Montevarchi          | 1-2 de juny       | Dave Thorpe      | Honda         |
|         | 1986 | No es disputà        | No es disputà     | No es disputà    | No es disputà |
| XXXVI   | 1987 | Ponte a Egola        | 13-14 de juny     | Georges Jobé     | Honda         |
| XXXVII  | 1988 | Lombardore           | 11-12 de juny     | Dietmar Larcher  | Honda         |
| XXXVIII | 1989 | Fermo                | 6-7 de maig       | Eric Geboers     | Honda         |
| XXXIX   | 1990 | Cingoli              | 23-24 de juny     | Eric Geboers     | Honda         |
| XL      | 1991 | Esanatoglia          | 19-30 de juny     | Georges Jobé     | Honda         |
|         | 1992 | No es disputà        | No es disputà     | No es disputà    | No es disputà |
| XLI     | 1993 | Faenza               | 5-6 de juny       | Jacky Martens    | Husqvarna     |
| XLII    | 1994 | Arco di Trento       | 28-19 de maig     | Billy Liles      | Honda         |
| XLIII   | 1995 | Cingoli              | 10-11 de juny     | Gerald Delepine  | Honda         |
| XLIV    | 1996 | Asti                 | 30-31 de març     | Shayne King      | KTM           |
| XLV     | 1997 | Castiglione del Lago | 5-6 d'abril       | Andrea Bartolini | Yamaha        |
| XLVI    | 1998 | Màntua               | 4-5 d'abril       | Andrea Bartolini | Yamaha        |
| XLVII   | 1999 | Castiglione del Lago | 15-16 de maig     | Peter Johansson  | KTM           |
| XLVIII  | 2000 | Castiglione del Lago | 1-2 d'abril       | Joël Smets       | KTM           |
| XLIX    | 2001 | Castiglione del Lago | 15-16 de setembre | Joël Smets       | KTM           |
| L       | 2002 | Castiglione del Lago | 25-26 de maig     | Yves Demaria     | KTM           |
| LI      | 2003 | Montevarchi          | 31m-1 de juny     | Joël Smets       | KTM           |

Notes
1. ↑  Del 2001 al 2003, el GP d'Itàlia ho fou alhora de 125, 250 i 500cc, tot i que aquest darrer any els 250cc es conegueren com a Motocross GP i els 500cc com a 650cc. Aquesta taula reflecteix només els resultats de la categoria de 500cc/650cc.
2. ↑  El 2003, els 500cc es conegueren com a 650cc.

## Estadístiques
S'han considerat tots els resultats compresos entre el 1949 i el 2003.

### Guanyadors múltiples
| Pilot            | Victòries |
| ---------------- | --------- |
| Heikki Mikkola   | 5         |
| Sten Lundin      | 4         |
| Roger De Coster  | 4         |
| Bill Nilsson     | 3         |
| Rolf Tibblin     | 3         |
| Auguste Mingels  | 3         |
| André Malherbe   | 3         |
| Joël Smets       | 3         |
| Paul Friedrichs  | 2         |
| Georges Jobé     | 2         |
| Eric Geboers     | 2         |
| Andrea Bartolini | 2         |
| Dave Thorpe      | 2         |

### Victòries per país
| País         | Victòries |
| ------------ | --------- |
| Bèlgica      | 20        |
| Suècia       | 13        |
| Regne Unit   | 5         |
| Finlàndia    | 5         |
| RDA          | 2         |
| Itàlia       | 2         |
| RFA          | 1         |
| França       | 1         |
| Nova Zelanda | 1         |
| Estats Units | 1         |
| Total        | 51        |

### Victòries per marca
| Marca        | Victòries |
| ------------ | --------- |
| Honda        | 12        |
| Husqvarna    | 7         |
| Yamaha       | 6         |
| KTM          | 6         |
| BSA          | 4         |
| ČZ           | 4         |
| Suzuki       | 3         |
| Monark       | 3         |
| FN           | 2         |
| Crescent-AJS | 1         |
| Ariel        | 1         |
| Matchless    | 1         |
| Total        | 51        |

1. ↑  Al total d'aquesta taula, 50, hi manca comptabilitzar la marca de la moto que pilotà Marcel Meunier el 1951, de moment desconeguda.